# 2024年ロシア大統領選挙
2024年ロシア大統領選挙（2024ねんロシアだいとうりょうせんきょ、ロシア語: Выборы президента России 2024）は、2024年3月15日から17日にロシア連邦で行われた大統領の選挙である。

選挙のロゴ

## 概要
1999年より大統領もしくは首相として25年近くロシアの実権を握っているウラジーミル・プーチンが大統領として通算5選をめざす選挙であり、前回の大統領選挙以降、ロシアが併合を強行したウクライナ領のドネツク人民共和国、ルガンスク人民共和国、ザポロージェ州、ヘルソン州の一部住民が初めて投票に参加する大統領選挙となる。憲法上の大統領任期は最長で2期12年間であるが、2020年の憲法改正により現職や大統領経験者についてはリセットされたため、すでに連続して2期12年務めていたプーチンも立候補が可能となった。
2022年よりウクライナに侵攻している軍事大国で行われる大統領選挙であることもあり注目されていたものの、プーチンの支持率は8割を維持していたほか、反体制派の立候補表明者は必要な名簿に不備があるといった理由をつけられ立候補すら認められなかったため、プーチン以外の立候補者3名はいずれもプーチンが政権を握り続けることに異議を唱えずウクライナ侵略にも賛成する体制内野党の立候補者でしかなく、プーチンが当選すること自体は確実視されていた。選挙中に野党指導者アレクセイ・ナワリヌイが投獄されていた刑務所内で急死した際には追悼する動きをロシア当局が統制し、大統領選挙に微妙な影響を与えないよう腐心する動きが見られた。

## 選挙運動

### 候補者
中央選挙管理委員会より最終的に立候補が認められたのは以下の4名である。年齢はいずれも投票初日の2024年3月15日時点。
| 新しい人々               | 無所属                 | ロシア自由民主党       | ロシア連邦共産党       |
| ウラジスラフ・ダワンコフ | ウラジーミル・プーチン | レオニード・スルツキー | ニコライ・ハリトーノフ |
|                          | ウラジーミル・プーチン | レオニード・スルツキー | ニコライ・ハリトーノフ |
| 下院副議長               | 大統領                 | 下院議員 党首          | 下院議員               |
|                          |                        |                        |                        |
| 選挙運動                 | 選挙運動               | 選挙運動               | 選挙運動               |

### 立候補辞退・却下・表明（逮捕・拘禁）
2024年1月31日、ロシア自由正義党のアンドレイ・ボグダーノフと全ロシア人民同盟のセルゲイ・バブーリンの二人は立候補に必要な10万人分の署名を提出したものの、直後に撤退を表明した。
| 立候補辞退               | 立候補辞退           | 立候補却下                 | 立候補却下               | 立候補表明（逮捕・拘禁）       | 立候補表明（逮捕・拘禁） |
| ------------------------ | -------------------- | -------------------------- | ------------------------ | ------------------------------ | ------------------------ |
| ロシア自由正義党         | 全ロシア人民同盟     | 無所属                     | 無所属                   | ロシア国民運動                 |                          |
| アンドレイ・ボグダーノフ | セルゲイ・バブーリン | エカテリーナ・ドゥンツォワ | ボリス・ナジェージュジン | イーゴリ・ギルキン             |                          |
| アンドレイ・ボグダーノフ | セルゲイ・バブーリン | エカテリーナ・ドゥンツォワ | ボリス・ナジェージュジン | イーゴリ・ギルキン             |                          |
| 党首                     | 元下院議員           | ジャーナリスト             | 元下院議員               | 旧ドネツク人民共和国元国防大臣 |                          |
|                          |                      | [ 注 1 ] [ 11 ]            | [ 注 2 ] [ 12 ] [ 13 ]   |                                |                          |

## 選挙報道
2023年12月7日、連邦院（上院）は次期大統領選挙を2024年3月15日から17日に実施することを全会一致で決定。中央選挙管理委員会は2月11日に立候補者登録を締め切った。
2024年2月1日にはロシア当局がドイツに本拠地をおく選挙監視団、ロシア選挙モニター（REM、Russian Election Monitor）を望ましくない組織として認定し、ロシア領域内での活動を禁止した。
投票は予定通り行われ、選挙管理委員会が開票率70％の時点でプーチンが87％を得票したとの暫定結果を発表し、プーチンは17日深夜に勝利宣言を行った。

## 選挙結果

### 候補者別得票結果
| 候補者                   | 候補者                   | 所属政党                 | 得票数      | 得票率 |
| ------------------------ | ------------------------ | ------------------------ | ----------- | ------ |
|                          | ウラジーミル・プーチン   | 無所属                   | 76,277,708  | 88.48% |
|                          | ニコライ・ハリトーノフ   | ロシア連邦共産党         | 3,768,470   | 4.37%  |
|                          | ウラジスラフ・ダワンコフ | 新しい人々               | 3,362,484   | 3.90%  |
|                          | レオニード・スルツキー   | ロシア自由民主党         | 2,795,629   | 3.24%  |
| 総計                     | 総計                     | 総計                     | 86,204,291  | 100.0% |
| 有効票数（有効率）       | 有効票数（有効率）       | 有効票数（有効率）       | 86,204,291  | 98.43% |
| 無効票・白票数（無効率） | 無効票・白票数（無効率） | 無効票・白票数（無効率） | 1,371,784   | 1.57%  |
| 投票総数（投票率）       | 投票総数（投票率）       | 投票総数（投票率）       | 87,576,075  | 77.49% |
| 棄権者数（棄権率）       | 棄権者数（棄権率）       | 棄権者数（棄権率）       | 25,434,984  | 22.51% |
| 有権者数                 | 有権者数                 | 有権者数                 | 113,011,059 | 100.0% |
| 出典: РАПСИ / БезФормата |                          |                          |             |        |

## 不正疑惑
ロシアの独立系選挙監視団体ゴロスは、プーチン陣営に2,200万票の大幅な水増しがあったと主張している。

## 反応
ロシアが併合を一方的に宣言したウクライナ南東部4州およびクリミア半島で大統領選挙が実施されたことを受け、セルギー・キスリツァウクライナ国連大使はウクライナおよび56か国と欧州連合の共同声明を発表した。共同声明では「主権、領土一体性を無視した大統領選挙は国際法上無効である」とし、最後に「我々はロシアに対し侵略戦争の停止、ロシア軍の即時撤退を国連総会に求める」と付け加えられている。
またロシアが支援しているジョージア領のアブハジアおよび南オセチア、モルドバ領沿ドニエストル共和国でも大統領選挙が実施され、ジョージアのサロメ・ズラビシュヴィリ大統領とモルドバのマイア・サンドゥ大統領は相次いでロシアを非難した。モルドバは選挙に先駆けて沿ドニエストルにおける投票所開設を認めないと発表していたが、ロシアは沿ドニエストル共和国に投票所を開設したため、モルドバはロシア大使を含む外交官6人をペルソナ・ノン・グラータとして国外追放した。
欧州連合（EU）のシャルル・ミシェル大統領は投票初日に「ウラジーミル・プーチンの地滑り的な勝利を祝福したい」と投稿し、開票前の段階で「祝意」を表明した。反体制派が弾圧される中、プーチン氏の圧勝が確実視される情勢を強烈に皮肉ったもので、ミシェルは「反対なし。自由なし。選択肢なし」と批判した。